# Ozero Dobroje
Ozero Dobroje (ryska: Озеро Доброе) är en sjö i Belarus.   Den ligger i voblasten Homels voblast, i den centrala delen av landet, 190 km sydost om huvudstaden Minsk. Ozero Dobroje ligger 127 meter över havet.
I omgivningarna runt Ozero Dobroje växer i huvudsak blandskog. Runt Ozero Dobroje är det ganska tätbefolkat, med 54 invånare per kvadratkilometer.